# Вишња Мосић
Вишња Мосић (Горње Дубово, 25. јул 1870 — 13. новембар 1937) je била српска хероина, која је десетак година пре Сарајевског атентата и почетка Првог светског рата била припадник организације Млада Босна.

## Биографија
Вишња Мосић, је била ћерка Перише Марковића и мајке Маре, дјевојачки Ђурић (поријеклом из села Заовине, заселак Костићи, звани Домишљани, општина Бајина Башта), рођена је 1870. године у селу Горње Дубово, заселак Марковићи, општина Вишеград.
Имала је браћу: Милисава и Стојана. Милисав је имао сина Лазара и кћерку Гоју. Лазар је са Цвијетом Голубовић изродио дјецу: Петка, Милована, Луку, Милојку, Јелу и Милену, а Гоја се удала у Лазиће и имала синове: Михајла и Милована и кћерке Винку, Новку, Петру и Милијану. Милован је имао синове: Миломира и Радована, а Михајло Зорана и Слободана, док им се кћерка Милијана удала у село Јелашце за Станимира Савића, са ким је родила сина Александра и Зорана.
Други Вишњин брат Стојан је имао сина Ивка, који је са супругом Пауном Марић изродио синове: Милорада, Стојана и Тому, као и кћерке Славку, Славојку и Стојку. Славка се удала у Пецикозе. Њена су дјеца: Вида, Милојка, Слободан. Славојка се удала у Рујевце за Видоја Воисављевића, Вукомановог стрица. Изродили су синове Милана и Драгана, који живе у Обреновцу. Стојка се удала за Васа Шимшића у Горње Дубово. Имали су сина Верољуба и кћерку Виђенку.
Вишња Мосић је имала двије сестре. Цвијету, која се удала у Вардиште за Стевана Томића, те Леку, која се удала у Тасиће за Вељка Тасића. Имали су сина Раденка, који се оженио са Анђом, са којом је имао сина Николу. Никола се оженио са Добрином Плећић из Горњег Дубова. Добили су дјецу: Раденка, Миленка, Станимира, Милену и Косу.
Вишња Марковић се удала 1889. Године за Пера Мосића у Горње Дубово. Живјели су у старој кући-брвнари. Између 1890. и 1896. године добили су кћерку Цвијету, која се удала у Растиште код Бајине Баште. Син Маринко им је рођен 1904. године. Оженио се са Стојанком из Вељег Поља и са њом добио петоро дјеце: Анђу, Мару, Миодрага, Новака и Ратка. Син Милутин им је рођен 1906. године, и оженио се Милијаном Шимшић, родом из Тасића. Изродили су дјецу: Раду, Душанку и Благомира, чији је син Драго Мосић.
1906. године Вишња Мосић је остала без мужа Пера, са којим је имала четворо дјеце. У Буковику је према неким изворима скочио са високе стијене, док други тврда да се оклизнуо. У његову част је ова стијена добила име. „Перову стијену“ и омалену хумку гдје је био сахрањен су назвали „Перин гроб“.
Тако је Перо Мосић окончао свој кратки, али тежак живот, оставио је супругу Вишњу да се сналази како зна и умије са малом дјецом. А Вишња, виспрена и природно надарена за разне послове, чак и мушке, преузела бригу о домаћинству, кући, дјеци, стоци и њивама. Људи су је поштовали и помагали, колико су могли, и због њене мудрости и савјета које им је давала, како би им олакшала муке и свакодневне проблеме. Помагали су јој рођаци и комшије, али је било и оних који су једва чекали да све напусти и врати се својима. Да се рашире по њеном омаленом имању.

### Горње Дубово
Горње Дубово је одувијек било граница вишеградске општине према Бајиној Башти и Србији. Земља је била најпогоднија за сточарство, па су стога становници истог живјели горштачким начином живота. Ова граница је била скривена од стражара и граничара, па када би неко прешао ово међугранично подручје, многи су се обраћали чобанима који су их информисали о сваком путу и путељку.
Вишњина кућа је била задња на путу према Србији, многи су је користили као одмор и неку врсту припреме за прелазак границе. Вишња је постала једна од најсигурнијих водича преко границе.
Аустроугарске окупационе власти посебно су контролисале гранична подручја према Србији. Њихове патроле биле су и на подручју Горњег Дубова, али је Вишња знала за тајне пролазе кроз густу шуму.
У предвечерје Првог свјетског рата Вишња Мосић поста члан „Младе Босне“, револуционарне омладинске организације, која се, како су јој објашњавали, борила против Аустроугарске окупације Босне и Херцеговине и за њено припајање Србији и другим јужнословенским земљама.
У то тешко вријеме одиграла је значајну улогу, вјешто је проводила чланове „Младе Босне“, али и преносила њихове усмене и писмене поруке које су размјењивали са члановима тадашње Народне одбране у сусједној Србији. Пролазећи неопажено поред, наоружаних Аустроугарских граничара, најчешће је поруке преносила тако што је чувала стада оваца на пашњацима уз саму границу. А кад би их сусрела знала је писане поруке ставити испод језика, глумећи зубобољу или чак да је глувонијема. За преношење порука често је користила и своју кћеркицу Цвијету, тако што би их сплела у њене плетенице, а понекад ушила и у овчије руно, којим је била обучена.

## Сусрет са Гаврилом Принципом
На граници између Горњег Дубова и Заовина, док је ишла кроз мјесто звано Маихаилов Крст превела је младића за кога је касније сазнала да се зове Гаврило Принцип.
Знала је да долази већа група Младобосанаца, међу њима и Гаврило, а као знак распознавања на договореном мјесту у једном густом шумарку, држала је бијелу марамицу у руци. Када се увјерила да је пут чист, кренула је напријед. Када је стигла близу границе само је скренула у страну показала им руком да наставе даље према Србији. Сјећала се Баба Вишња да су тамо остали подуго, да би јој једног дана најавили повратак у Босну. Убрзо је сазнала за Сарајевски атентат. Једно вријеме се примири, али онда су дошли Аустроугарски војници по њу. Колико год да је била конспиративна и чувала се ухода очито да су у истрази, након атентата над престолонасљедником Францом Фердинандом и његовом супругом, сазнали за њене међуграничне везе.

## Затвор
Одвели су је у затвор у Сарајево са осталим Младобосанцима. Након двије године тамновања пребацили су је у Беч. Спасио ју је затворски љекар, Јеврејин. Причало се да је и он био симпатизер „Младе Босне“.
Савјетовао је, приликом прегледа у ординацији, да на суђењу уопште не одговара на постављена питања, и да глуми психички поремећену особу. Придржавала се докторових савјета Вишња је вјешто убиједила судије да она, као убога сељанка, није имала никакве везе са члановима „Младе Босне“. Нерадо се касније сјећала тог тамновања и суђења, јер није жељела да јој се враћају слике тешких мучења у истрази.
И њеног брата Милисава су, након атентата у Сарајеву, ухапсили. Око двије године тамновао је у сарајевском затвору, али га је својим свједочењем спасио даљег робијања Неђо Којадиновић из засеока Баре у Заовинама.
Причало се у народу да је овај одважни сељак, из домаћинске куће Рашка Којадиновића, отишао у суд у Сарајево и тамо прислужио свијеће, прекрстио се и рекао да ће пред Богом и народом говорити истину. Његово свједочење га је избавило из сарајевског казамата, али је због нарушеног здравља од посљедица мучења убрзо умро.

## Завршетак рата
По завршетку Првог свјетског рата Вишња Мосић је, заједно са другим заслужним и признатим људима, позвана у Београд на свечаност у краљевој резиденцији. Након што је краљ Петар информисан о њеном изузетно лошем имовном стању понудио јој је новчану или материјалну помоћ. Као мудра и виспрена домаћица, не размишљајући дуго, рекла му је да би жељела да јој се ријеши стамбено питање и да јој држава додијели још мало земље, јер је она са којом је располагала била неплодна и мала.
Убрзо су јој дали на коришћење земљу у сусједним Мушићима, након чега су се мјештани муслимани побунили, жалили су се да они немају гдје чувати стоку. Не жељела неспоразуме са комшијама па је прихватила имање у Мотиковој равни, које је након привременог коришћења убрзо постало њено власништво.
Након што је добила боље и квалитетније имање, одужила се обећана градња нове куће, све до 1929. године. Због неиспуњеног краљевог обећања Вишња је одлучила, па пут под ноге, у Бајину Башту, у тамошњу пошту. Телефоном је назовала канцеларију краљеве владе у Београду, гдје су је информисали како су паре за градњу њене нове куће у Горњем Дубову, у износу од тадашњих 200.000 динара, на вријеме и уредно уплаћене на рачун тадашње општине у Вишеграду.
Услиједила је финансијска контрола која је утврдила да су те намјенске паре одавно потрошене и да им се, практично, није могло ући у траг.
По налогу краљевске владе вишеградске власти су морале под хитно ријешити њено стамбено питање, тако да су у недостатку потрошених пара почеле скупљати добровољне прилоге, чак одбијањем процената од зарада радницима. Успјели су сакупити тек десети дио те суме, око 2.000 динара, од чега су, користили бесплатан грађевински материјал тадашњих фирми, негдје око 1932. године Вишњи саградили нову кућу.
А када је кућа била завршена општина је, да би се некако искупила због трошења пара, у Горњем Дубову приредила велику свечаност којој су присуствовали високи краљеви официри, који су Вишњи Мосић предали тапије за добровољачку земљу у Мотиковој Равни и кључеве од нове куће.

## Смрт
Вишња Мосић је умрла 13. новембра 1937. године. Живјела је часно и поштено, храбро се стављајући у службу Србији, којој је цијелог свог живота била одана.

## Баба Вишња у изворима
О Вишњи Мосић се, због недостатка података у писаним изворима, деценијама мало знало и углавном препричавало. Захваљујући истраживачком раду Славка Хелете, новинара из Вишеграда и Александра Савића, публицисте из Вишеграда (чланова Издавачке секције Сокола), прикупљено је више информација о детаљима њеног живота. Прича о Вишњи Мосић је употпуњена и први пут објављена у часопису часопису „Дабар“ Митрополије дабробосанске, маја 2014. године, а затим исте године у Историјским свескама, Андрићевог института из Вишеграда.